# Умуралиев, Асанбек
Асанбек (Арсен) Умуралиев (кирг. Асанбек Өмүралиев; 7 декабря 1933, Рыбачье, Киргизская АССР — 9 февраля 2003, Москва) — киргизский и советский актёр театра и кино, театральный деятель Киргизии. Народный артист Киргизской ССР (1977).

## Биография
В 1954 году окончил музыкально-хореографическое училище им. М.Куренкеева, а в 1957 г. — ускоренный полный курс актерского факультета ГИТИСа.
После окончания ГИТИСа до 1989 г. — артист Киргизского академического театра драмы.
В 1993 основал в Бишкеке городской драматический театр (кирг. Бишкек шаардык драма театры), на сцене которого, среди прочих, выступала Гульнур Сатылганова.
После его смерти Бишкекскому городскому драматическому театру было присвоено имя Арсена Умуралиева, его жена — Айгуль Умуралиева стала директором и художественным руководителем этого театра.
Похоронен на Ала-Арчинском кладбище в Бишкеке.

## Избранные театральные роли
- Ишмаэль («Лицом к лицу», Ч. Айтматова)
- Эдмунд, Тибальт («Король Лир», «Ромео и Джульета» Шекспира)
- Чацкий («Горе от ума», А. Грибоедова)
- Нурдин («Совесть не прощает» Т. Абдумомунова)
- Негоже («Сивый скакун», Ш. Садыбакасова) и другие.

## Роли в кино
- 1956 — Сорок первый — Уманкул
- 1957 — Легенда о ледяном сердце — Мээркан, экскаваторщик, влюбленный в Айнакан
- 1957 — Партизанская искра — Азизов, военнопленный
- 1958 — Далеко в горах — Назаркул
- 1960 — Девушка Тянь-Шаня — Муса, геолог
- 1961 — Перевал — Садык
- 1966 — Андрей Рублёв — татарин, издевающийся над Дурочкой
- 1967 — За нами Москва — Баурджан Момыш-Улы, Герой Советского Союза, один из командиров Панфиловской дивизии
- 1968 — Последний угон — Гамзаа, местный богач
- 1971 — Кочующий фронт — Хатан Батог Максаржав
- 1972 — У старой мельницы — Медер
- 1975 — Дорога в Кара-Кийик — Толен Мамбетов
- 1975 — Красное яблоко — эпизод
- 1977 — Улан — Нуртай
- 1979 — Процесс
- 1979 — Ранние журавли — эпизод
- 1982 — Тринадцатый внук
- 1985 — Созвездие любви — поэт Анвари, отец Фаруха
- 1990 — Кто ты, Элли?
- 1990 — Очарованный странник — хан Джангар
- 1991 — Житие Александра Невского — хан Батый

## Награды
- Медаль «За трудовое отличие» (1 ноября 1958)[1]
- Заслуженный артист Киргизской ССР (1964)
- Народный артист Киргизской ССР (1977)
- Орден «Манас» III степени (2003)[2]
- Памятная юбилейная медаль «Манас-1000» (1995)[3]